# Toante (rey de Corinto)
Toante o Toas (griego Antiguo: Θόας, "flota") en la mitología griega, era un rey de Corinto.

## Familia
Toante y su hermano Foco, el fundador epónimo de Fócida, eran los hijos de Ornitión, quién a su vez era el hijo de Sísifo. Según la tradición corintia, Toante y sus descendientes siguieron reinando sobre Corinto hasta la llegada de los Heráclidas.

## Mitología
Según el geógrafo Pausanias, Toante se quedó en Corinto, sucediendo a su padre como rey de la ciudad, mientras que su hermano Foco lideró la fundación de una colonia en Titorea. Toante era el padre de Damofón, Damofón era el padre de Propodas, y Propodas de Dóridas y Hiántidas. Durante el reinado de estos dos últimos, Corinto fue tomado por los dorios, dirigidos por Aletes (hijo de Hipotes). Los hermanos le entregaron el control de Corinto y les permitieron quedarse en la ciudad, pero el resto de la población fue expulsada.